# O que arde
O que arde is een internationaal geproduceerde Galicisch gesproken film uit 2019, geregisseerd door Oliver Laxe.

## Verhaal
Na het uitzitten van een gevangenisstraf voor brandstichting, keert Amador terug naar huis. Hij trekt in bij zijn moeder Benedicta en probeert zijn leven weer op te pakken. Wanneer alles weer normaal lijkt te worden, breekt er brand uit in de regio, en zijn alle ogen gericht op Amador.

## Rolverdeling
| Acteur                       | Personage      |
| ---------------------------- | -------------- |
| Amador Arias                 | Amador Coro    |
| Benedicta Sánchez            | Benedicta Coro |
| Inazio Brao                  | Inazio         |
| Nuria Sotelo                 |                |
| Rubén Gómez Coelho           |                |
| Iván Yáñez                   |                |
| Luis Manuel Guerrero Sánchez |                |

## Ontvangst

### Recensies
Op Rotten Tomatoes geeft 92% van de 24 recensenten de film een positieve recensie, met een gemiddelde score van 8,06/10.

### Prijzen en nominaties
Een selectie:
| Jaar | Prijs                           | Categorie                          | Genomineerde                 | Resultaat   |
| ---- | ------------------------------- | ---------------------------------- | ---------------------------- | ----------- |
| 2019 | Cannes (72ste editie)           | Prix Un certain regard             | O que arde                   | Genomineerd |
| 2019 | Cannes (72ste editie)           | Prix du Jury                       | O que arde                   | Gewonnen    |
| 2019 | Mar del Plata (34ste editie)    | Gouden Ástor voor beste film       | O que arde                   | Gewonnen    |
| 2019 | Mar del Plata (34ste editie)    | Zilveren Ástor voor beste scenario | Óliver Laxe, Santiago Fillol | Gewonnen    |
| 2020 | Premios Goya (34ste uitreiking) | Beste film                         | O que arde                   | Genomineerd |
| 2020 | Premios Goya (34ste uitreiking) | Beste regisseur                    | Óliver Laxe                  | Genomineerd |
| 2020 | Premios Goya (34ste uitreiking) | Beste debuterend actrice           | Benedicta Sánchez            | Gewonnen    |
| 2020 | Premios Goya (34ste uitreiking) | Beste camerawerk                   | Mauro Herce                  | Gewonnen    |